# Patrick Penn
Pour les articles homonymes, voir Penn.
Patrick Penn est un acteur français.

## Filmographie

### Cinéma
- 1972 : Absences répétées : François Naulet
- 1972 : What a Flash ! de Jean-Michel Barjol
- 1973 : La Raison du plus fou : un jeune pensionnaire
- 1974 : Les Charnelles : Jean-Pierre
- 1975 : Entends-tu les chiens aboyer ?
- 1979 : New Generation : Philippe
- 1984 : Mesrine

### Télévision
- 1993 : La Fortune de Gaspard : Chrétien